# خطای انسانی
خطای انسانی به عملی گفته می‌شود که توسط عامل مد نظر نبوده باشد یا توسط مجموعه ای از قوانین یا ناظر خارجی مورد نظر نیست یا عمل انجام شده خارج از حد قبول سیستم باشد. خطای انسانی به عنوان عامل اصلی ایجاد سوانح و حوادث شناخته می‌شود (به عنوان مثال، حادثه جزیره سه مایل)، حمل و نقل هوایی (به خطای خلبان)، اکتشافات فضایی (به عنوان مثال، فضاپیمای شاتل فضایی و … فاجعه شاتل کلمبیا، و پزشکی (خطای پزشکی را ببینید). به‌طور کلی پیشگیری از خطای انسانی به عنوان عامل اصلی اطمینان و ایمنی سیستم‌های (پیچیده) شناخته می‌شود. خطای انسانی یکی از دلایل عمده وقوع ریسک است.
به شکل کلی دو دسته‌بندی اصلی برای ناکامی انسان در انجام عمل را می‌توان ریشه خطای انسانی دانست. حالت اول این است که طرح ناقص باشد و با وجود عملکرد صحیح به نتیجه نامطلوب منتج شود یا این که طرح کامل باشد ولی به دلیل عملکرد ناقص منجر به حادثه شود (منجر به لغزش و فراموشی شود). باید توجه داشت، اگر برنامه ای برای دستیابی به هدف مشخص در بین نباشد نرسیدن به هدف را نمی‌توان خطا صرف برشمرد

## کارایی
خطای انسانی و عملکرد دو روی یک سکه اند: مکانیسم‌های «خطای انسانی» همان مکانیسم‌های «عملکرد انسان» هستند. هرچقدر کیفیت عملکرد انسانی بالاتر باشد، به معنی کاهش میزان خطای انسانی است.

## دسته‌بندی‌ها
روشهای زیادی برای طبقه‌بندی خطای انسانی وجود دارد:
- برونی در مقابل خطای درون زا (یعنی منشأ آن خارج از فرد است)[۸]
- ارزیابی وضعیت در مقابل برنامه‌ریزی واکنشی[۹] و تمایزات مرتبط با آن در
  - خطا در تشخیص مشکل
  - خطا در برنامه‌ریزی و اجرای[۱۰]
- براساس سطح تحلیل؛ به عنوان مثال، ادراکی (مثلاً خطای دید) در مقابل شناختی
- خطای پردازش مکانیکی[۱۱]
  - «لغزش» حاصل از عدم دسترسی مکانیکی سریع
  - «خطاها» حاصل از فراخوانی مکانیکی
- خطای فعال - حاصل از عملکرد فیزیکی نامناسب که بعینه قابل مشاهده بوده و منجر به نتایج ناخواسته می‌شود.
- خطای نهفته انسانی که ماحصل ضعف‌های مربوط به سازمان یا نقص تجهیزات مربوط به سازمان می‌باشند.
- خطای وابستگی تجهیزات - به دلیل فرض برقراری صحیح کنترل سخت‌افزاری یا دستگاه‌های بین زیر سیستم‌ها ایجاد می‌شود
- خطای تیمی - عدم هوشیاری ناشی از تعامل اجتماعی (بین فردی) بین دو یا چند نفر که با هم کار می‌کنند
- خطای وابستگی‌های شخصی - ماحصل نارضایتی‌های فردی و میزان اعتماد به نفس است.

## اختلاف نظرها
برخی از محققان معتقدند که دوگانگی اعمال انسان به عنوان «صحیح» یا «اشتباه» یک توصیف بیش از حد مضر از یک پدیده پیچیده‌است. تمرکز بر تغییرپذیری عملکرد انسان و اینکه چگونه اپراتورهای انسانی (و سازمانها) می‌توانند این تنوع را مدیریت کنند، ممکن است رویکردی مثمر ثمر باشد. رویکردهای جدیدتر مانند مهندسی تاب آوری، نقش‌های مثبتی را که انسان می‌تواند در سیستم‌های پیچیده ایفا کند، برجسته می‌کند. در مهندسی تاب آوری، موفقیت‌ها (مواردی که درست پیش می‌روند) و شکست‌ها (مواردی که اشتباه پیش می‌روند) دارای ارزش یکسان مطالعاتی هستند، یعنی تنوع عملکرد انسان.